# رون فيتش
رون فيتش (بالإنجليزية: Ron Fitch)‏ هو مهندس أسترالي، ولد في 8 يونيو 1910 في ملبورن في أستراليا، وتوفي في 20 يوليو 2015.